# Copa Aerosur del Sur 2008
La Copa Aerosur del Sur 2008 fue la tercera edición del torneo de verano de fútbol boliviano patrocinado por Aerosur.
Por segunda vez en este torneo se jugó con seis equipos. En esta edición se tuvo el debut del Guabira de Montero. El torneo comenzó el domingo 20 de enero de 2008 y finalizó el 5 de marzo del mismo año.
La versión 2008 se realizó bajo la modalidad de eliminación directa, y los partidos se jugaron en un ida y vuelta con las sedes de las localías de los equipos respectivos Sucre.
En caso de empate en puntos y goles se recurriría a los lanzamientos desde el punto penal. Esta tercera versión tuvo otro ganador diferente, en este caso el equipo de Real Potosí.
El campeón de la copa tendrá pasajes gratis en Aerosur para viajar a disputar sus partidos durante la temporada 2006 de la Liga de Fútbol Profesional Boliviano, mientras que el subcampeón tendrá un descuento de 70%. El resto de los participantes podrá acceder al 50% de descuento en los pasajes si aceptan llevar el logo de la aerolínea en su uniforme.

## Equipos participantes
| Equipo                 | Departamento |
| ---------------------- | ------------ |
| Universitario de Sucre | Sucre        |
| La Paz Fútbol Club     | La Paz       |
| San José               | Oruro        |
| Real Potosí            | Potosí       |
| Guabira                | Montero      |
| Real Mamoré            | Beni         |

## Llave San José - La Paz FC
| 20 de enero de 2008 15:30 | San José | 0:2 | La Paz Fútbol Club                            | Estadio Jesús Bermúdez, Oruro                                           |                                                                         |
|                           |          |     | 20' PT Diomedes Peña 55' ST Augusto Andaveris | Asistencia: 15.000 espectadores espectadores Árbitro(s): Marcelo Ortubé | Asistencia: 15.000 espectadores espectadores Árbitro(s): Marcelo Ortubé |

| 23 de enero de 2008 20:00 | San José*                | 1:5 | La Paz Fútbol Club                                                                      | Estadio Jesús Bermúdez, Oruro              |                                            |
|                           | Martín Palavicini 71' ST |     | 12' y 34' PT Regis de Souza 18' PT y 62' ST Augusto Andaveris 81' ST Julio César Cortez | Asistencia: ¿? espectadores Árbitro(s): ¿? | Asistencia: ¿? espectadores Árbitro(s): ¿? |

- Nota: San José y La Paz FC decidieron jugar el partido de vuelta también en la ciudad de Oruro a pedido del club paceño para afrontar su papel en la Copa Libertadores de América

## Llave Real Mamoré - Guabirá
| 27 de enero de 2007 16:00 | Real Mamoré | 0:4 | Club Guabira                                                                 | Estadio Gran Mamoré, Beni                  |                                            |
|                           |             |     | 63' y 71' ST Gabriel Ríos 81' ST Víctor Hugo Angola 89' ST Guillermo Agudelo | Asistencia: ¿? espectadores Árbitro(s): ¿? | Asistencia: ¿? espectadores Árbitro(s): ¿? |

| 30 de enero de 2008 16:00 | Guabira                                   | 2:1 | Real Mamoré           | Gilberto Parada, Montero                   |                                            |
|                           | Dimas Da Silva 25' PT Gabriel Ríos 72' ST |     | 27' PT Rolando Campos | Asistencia: ¿? espectadores Árbitro(s): ¿? | Asistencia: ¿? espectadores Árbitro(s): ¿? |

## Llave Universitario - Real Potosí
| 27 de enero de 2008 15:30 | Universitario de Sucre    | 1:2 | Real Potosí                                 | Estadio Olímpico Patria, Sucre             |                                            |
|                           | Ezequiel Rodríguez 72' ST |     | 43' PT Edemir Rodríguez 75' ST Luis Sillero | Asistencia: ¿? espectadores Árbitro(s): ¿? | Asistencia: ¿? espectadores Árbitro(s): ¿? |

| 30 de enero de 2008 20:00 | Real Potosí | 0(5):(4)1 | Universitario de Sucre  | Estadio Olímpico Patria, Sucre             |                                            |
|                           |             |           | 43' PT José Luis Chávez | Asistencia: ¿? espectadores Árbitro(s): ¿? | Asistencia: ¿? espectadores Árbitro(s): ¿? |

## Semifinales

### Semifinal 1
| 9 de febrero de 2008 15:30 | Real Potosí                                    | 2:0 | Guabira | Estadio Víctor Agustín Ugarte, Potosí      |                                            |
|                            | Luis Gatty Ribeiro 68' ST Isidro Candia 74' ST |     |         | Asistencia: ¿? espectadores Árbitro(s): ¿? | Asistencia: ¿? espectadores Árbitro(s): ¿? |

| 16 de febrero de 2008 16:00 | Guabira | 0:2 | Real Potosí                                  | Estadio Gilberto Parada, Montero           |                                            |
|                             |         |     | 55' ST Gonzalo Galindo 88' ST Adrián Cuellar | Asistencia: ¿? espectadores Árbitro(s): ¿? | Asistencia: ¿? espectadores Árbitro(s): ¿? |

### Semifinal 2
| 9 de febrero de 2008 15:30 | La Paz Fútbol Club | 0:3 | Universitario de Sucre                                                | Estadio Hernando Siles, Potosí             |                                            |
|                            |                    |     | 8' PT José Luis Chávez 41' PT Ezequiel Rodríguez 87' ST Gastón Mealla | Asistencia: ¿? espectadores Árbitro(s): ¿? | Asistencia: ¿? espectadores Árbitro(s): ¿? |

| 16 de febrero de 2008 20:00 | Universitario de Sucre | 0:0 | La Paz Fútbol Club | Estadio Olímpico Patria, Sucre             |  |
|                             |                        |     |                    | Asistencia: ¿? espectadores Árbitro(s): ¿? |  |

## Final
| 20 de febrero de 2008 15:30 | Universitario de Sucre | 0:0 | Real Potosí | Estadio Olímpico Patria, Sucre                              |  |
|                             |                        |     |             | Asistencia: 15.000 espectadores espectadores Árbitro(s): ¿? |  |

| 5 de marzo de 2008 20:00 | Real Potosí                               | 2:0 | Universitario de Sucre | Estadio Víctor Agustín Ugarte, Potosí                       |                                                             |
|                          | Miguel Loaiza 51' ST Álvaro Pintos 80' ST |     |                        | Asistencia: 20.000 espectadores espectadores Árbitro(s): ¿? | Asistencia: 20.000 espectadores espectadores Árbitro(s): ¿? |

| Campeón Real Potosí 1º título |